# Sedum susanneae
Sedum susanneae är en fetbladsväxtart som beskrevs av R.-hamet. Sedum susanneae ingår i Fetknoppssläktet som ingår i familjen fetbladsväxter. Utöver nominatformen finns också underarten S. s. macrosepalum.